# Marta Bassino
Marta Bassino (ur. 27 lutego 1996 w Cuneo) – włoska narciarka alpejska, dwukrotna mistrzyni świata oraz mistrzyni świata juniorów.

## Kariera
Po raz pierwszy na arenie międzynarodowej Marta Bassino pojawiła się 27 listopada 2011 roku w Sulden, gdzie w zawodach FIS Race nie ukończyła drugiego przejazdu w gigancie. W 2013 roku wystartowała na mistrzostwach świata juniorów w Québecu, gdzie jej najlepszym wynikiem było szóste miejsce w zjeździe. Jeszcze dwukrotnie startowała na imprezach tego cyklu, największy sukces osiągając podczas mistrzostw świata juniorów w Jasnej w 2014 roku. Zwyciężyła tam w gigancie, wyprzedzając bezpośrednio swą rodaczkę, Karoline Pichler oraz Austriaczkę Rosinę Schneeberger.
W zawodach Pucharu Świata zadebiutowała 16 marca 2014 roku w Lenzerheide, zajmując dziewiętnaste miejsce w gigancie. Tym samym już w swoim debiucie wywalczyła pierwsze pucharowe punkty. Na podium zawodów tego cyklu po raz pierwszy stanęła 22 października 2016 roku w Sölden, zajmując trzecie miejsce w gigancie. Wyprzedziły ją tylko Lara Gut ze Szwajcarii oraz Mikaela Shiffrin z USA. W sezonie 2019/2020 zajęła piąte miejsce w klasyfikacji generalnej. Ponadto w sezonie 2020/2021 była najlepsza w klasyfikacji giganta, a w klasyfikacji generalnej zajęła szóste miejsce.
W 2015 roku wystartowała w gigancie na mistrzostwach świata w Vail/Beaver Creek, jednak nie ukończyła rywalizacji. Podczas rozgrywanych dwa lata później mistrzostw świata w Sankt Moritz była jedenasta w gigancie i siedemnasta w superkombinacji. W 2018 roku wzięła udział w igrzyskach olimpijskich w Pjongczangu, gdzie była między innymi piąta w gigancie. Na mistrzostwach świata w Cortina d’Ampezzo w 2021 roku wspólnie z Austriaczką Kathariną Liensberger zwyciężyła w gigancie równoległym. Dwa lata później, podczas mistrzostw świata w Courchevel/Méribel zdobyła złoty medal w supergigancie. W zawodach tych wyprzedziła Mikaelę Shiffrin oraz Austriaczkę Cornelię Hütter i Kajsę Vickhoff Lie z Norwegii. W międzyczasie brała udział w igrzyskach olimpijskich w Pekinie w 2022 roku, zajmując ósme miejsce w zawodach drużynowych i siedemnaste w supergigancie.

## Osiągnięcia

### Igrzyska olimpijskie
| Miejsce | Dzień     | Rok  | Miejscowość | Konkurencja     | Czas biegu | Strata | Zwyciężczyni     |
| ------- | --------- | ---- | ----------- | --------------- | ---------- | ------ | ---------------- |
| 5.      | 15 lutego | 2018 | Pjongczang  | Gigant          | 2:20,02    | +0,67  | Mikaela Shiffrin |
| DNF1    | 16 lutego | 2018 | Pjongczang  | Slalom          | 1:38,63    | -      | Frida Hansdotter |
| 10.     | 22 lutego | 2018 | Pjongczang  | Superkombinacja | 2:20,90    | +3,34  | Michelle Gisin   |
| DNF1    | 7 lutego  | 2022 | Pekin       | Gigant          | 1:55,69    | -      | Sara Hector      |
| 17.     | 11 lutego | 2022 | Pekin       | Supergigant     | 1:13,51    | +1,57  | Lara Gut-Behrami |
| DNF2    | 17 lutego | 2022 | Pekin       | Superkombinacja | 2:25,67    | -      | Michelle Gisin   |

### Mistrzostwa świata
| Miejsce | Dzień     | Rok  | Miejscowość        | Konkurencja       | Czas biegu | Strata | Zwyciężczyni                   |
| ------- | --------- | ---- | ------------------ | ----------------- | ---------- | ------ | ------------------------------ |
| DNF2    | 12 lutego | 2015 | Vail/Beaver Creek  | Gigant            | 2:19,16    | -      | Anna Fenninger                 |
| 17.     | 10 lutego | 2017 | Sankt Moritz       | Superkombinacja   | 1:58,88    | +2,90  | Wendy Holdener                 |
| 11.     | 16 lutego | 2017 | Sankt Moritz       | Gigant            | 2:05,55    | +1,98  | Tessa Worley                   |
| 13.     | 8 lutego  | 2019 | Åre                | Superkombinacja   | 2:02,13    | +2,61  | Wendy Holdener                 |
| 13.     | 14 lutego | 2019 | Åre                | Gigant            | 2:01,97    | +2,56  | Petra Vlhová                   |
| 11.     | 11 lutego | 2021 | Cortina d’Ampezzo  | Supergigant       | 1:25,51    | +1,19  | Lara Gut-Behrami               |
| 6.      | 15 lutego | 2021 | Cortina d’Ampezzo  | Superkombinacja   | 2:07,22    | +3,54  | Mikaela Shiffrin               |
| 1.      | 16 lutego | 2021 | Cortina d’Ampezzo  | Gigant równoległy | -          | -      | ex aequo Katharina Liensberger |
| 13.     | 18 lutego | 2021 | Cortina d’Ampezzo  | Gigant            | 2:30,66    | +2,28  | Lara Gut-Behrami               |
| DNF1    | 6 lutego  | 2023 | Courchevel/Méribel | Kombinacja        | 1:57,47    | -      | Federica Brignone              |
| 1.      | 8 lutego  | 2023 | Courchevel/Méribel | Supergigant       | 1:28,06    | -      | -                              |
| 11.     | 15 lutego | 2023 | Courchevel/Méribel | Gigant równoległy | -          | -      | Maria Therese Tviberg          |
| 5.      | 17 lutego | 2023 | Courchevel/Méribel | Gigant            | 2:07,13    | +0,80  | Mikaela Shiffrin               |

### Mistrzostwa świata juniorów
| Miejsce | Dzień     | Rok  | Miejscowość | Konkurencja     | Czas biegu | Strata | Zwyciężczyni       |
| ------- | --------- | ---- | ----------- | --------------- | ---------- | ------ | ------------------ |
| DNF1    | 22 lutego | 2013 | Québec      | Gigant          | 2:22,23    | -      | Lisa-Maria Zeller  |
| DNF     | 24 lutego | 2013 | Québec      | Supergigant     | 1:00,89    | -      | Stephanie Venier   |
| 6.      | 26 lutego | 2013 | Québec      | Zjazd           | 1:11,18    | +0,47  | Jennifer Piot      |
| 1.      | 27 lutego | 2014 | Jasná       | Gigant          | 1:52,86    | -      | -                  |
| 17.     | 3 marca   | 2014 | Jasná       | Supergigant     | 1:14,71    | +1,61  | Corinne Suter      |
| DNS2    | 3 marca   | 2014 | Jasná       | Superkombinacja | 2:11,34    | -      | Elisabeth Kappauer |
| DNF1    | 7 marca   | 2015 | Hafjell     | Gigant          | 2:25,14    | -      | Nina Ortlieb       |
| 25.     | 9 marca   | 2015 | Hafjell     | Slalom          | 1:43,54    | +3,85  | Paula Moltzan      |
| 12.     | 10 marca  | 2015 | Hafjell     | Supergigant     | 1:23,81    | +2,89  | Federica Sosio     |
| 7.      | 10 marca  | 2015 | Hafjell     | Superkombinacja | 2:08,54    | +1,31  | Rahel Kopp         |

### Puchar Świata

#### Miejsca w klasyfikacji generalnej
- sezon 2013/2014: 121.
- sezon 2014/2015: 61.
- sezon 2015/2016: 45.
- sezon 2016/2017: 18.
- sezon 2017/2018: 25.
- sezon 2018/2019: 27.
- sezon 2019/2020: 5.
- sezon 2020/2021: 6.
- sezon 2021/2022: 10.
- sezon 2022/2023: 8.
- sezon 2023/2024: 9.

#### Miejsca na podium w zawodach
1. Sölden – 22 października 2016 (gigant) – 3. miejsce
2. Kronplatz – 24 stycznia 2017 (gigant) – 3. miejsce
3. Aspen – 19 marca 2017 (gigant) – 3. miejsce
4. Lenzerheide – 26 stycznia 2018 (superkombinacja) – 2. miejsce
5. Kronplatz – 15 stycznia 2019 (gigant) – 3. miejsce
6. Killington – 30 listopada 2019 (gigant) – 1. miejsce
7. Lienz – 28 grudnia 2019 (gigant) – 2. miejsce
8. Altenmarkt – 12 stycznia 2020 (superkombinacja) – 3. miejsce
9. Sestriere – 19 stycznia 2020 (gigant równoległy) – 3. miejsce
10. Bansko – 25 stycznia 2020 (zjazd) – 2. miejsce
11. Bansko – 26 stycznia 2020 (supergigant) – 2. miejsce
12. Sölden – 17 października 2020 (gigant) – 1. miejsce
13. Courchevel – 12 grudnia 2020 (gigant) – 1. miejsce
14. Sankt Anton – 10 stycznia 2021 (supergigant) – 2. miejsce
15. Maribor – 16 stycznia 2021 (gigant) – 1. miejsce
16. Maribor – 17 stycznia 2021 (gigant) – 1. miejsce
17. Kronplatz – 26 stycznia 2021 (gigant) – 3. miejsce
18. Courchevel – 22 grudnia 2021 (gigant) – 3. miejsce
19. Maribor – 8 stycznia 2022 (gigant) – 3. miejsce
20. Åre – 11 marca 2022 (gigant) – 2. miejsce
21. Méribel – 20 marca 2022 (gigant) – 2. miejsce
22. Killington – 26 listopada 2022 (gigant) – 2. miejsce
23. Sestriere – 10 grudnia 2022 (gigant) – 1. miejsce
24. Semmering – 27 grudnia 2022 (gigant) – 3. miejsce
25. Semmering – 28 grudnia 2022 (gigant) – 3. miejsce
26. Kranjska Gora – 7 stycznia 2021 (gigant) – 2. miejsce
27. Sankt Anton – 15 stycznia 2023 (supergigant) – 3. miejsce
28. Cortina d’Ampezzo – 22 stycznia 2023 (supergigant) – 3. miejsce
29. Crans-Montana – 17 lutego 2024 (zjazd) – 1. miejsce